# Escoville
Escoville település Franciaországban, Calvados megyében. Lakosainak száma 851 fő (2022. január 1.). Escoville Bavent, Bréville-les-Monts, Colombelles, Cuverville, Hérouvillette és Touffréville községekkel határos.

## Népesség
A település népességének változása:
| Lakosok száma | 417  | 438  | 623  | 730  | 779  | 812  | 803  | 807  | 809  | 851  |
|               | 1968 | 1982 | 1990 | 2006 | 2013 | 2015 | 2017 | 2019 | 2020 | 2022 |